# Слонёнок и письмо
«Слонёнок и письмо» — советский короткометражный рисованный мультфильм Владимира Арбекова.

## Сюжет
Сорока-почтальон принесла Слонёнку письмо. Но Слонёнок не знал, что с ним делать, так как не умел читать и пошёл к Зайцу за помощью. Увидев умного Зайца, с книжкой в руках пропалывающего морковку от сорняков, Слонёнок постеснялся признаться ему в своём неумении. Заяц, взглянув на конверт, сказал, что получил такое же приглашение, но сославшись на занятость в огороде, не прочитал его Слонёнку.
Слонёнок, проходя мимо лечебницы доктора Бегемота, попросил его о помощи. Но, не сумев вовремя признаться в неумении читать, Слонёнок попал в неловкое положение: Бегемот, проверив у него чтение букв по таблице, решил, что Слонёнок плохо видит оттого, что много читает, и выписал ему рецепт на очки.
Пристыженный Слонёнок пошёл к Телёнку и опять, стесняясь сказать о своём неумении, предложил ему «попробовать» письмо, но Телёнок, не дослушав и поняв просьбу по своему, с удовольствием сжевал письмо. Возмущённый и расстроенный тем, что теперь нельзя будет узнать содержание письма, Слонёнок вынужден был признаться Телёнку в своей проблеме. Телёнок, сам не умевший читать, предложил Слонёнку найти того, кто написал такое приглашение, но для начала зайти на приглашение подкрепиться к соседу Жирафу. Там и выяснилось, что это Жираф разослал всем зверям письма с приглашением к столу, а Слонёнок признался, что не умеет читать, но пообещал ходить вместе с Телёнком в школу и научиться читать и писать.

## Съёмочная группа
| Автор сценария             | Виктор Лунин                                                             |
| Кинорежиссёр               | Владимир Арбеков                                                         |
| Художник-постановщик       | Владимир Соболев                                                         |
| Композитор                 | Владислав Казенин (в титрах как Г. Казенин)                              |
| Кинооператор               | Борис Котов                                                              |
| Звукооператор              | Борис Фильчиков                                                          |
| Художники-мультипликаторы: | Владимир Шевченко, Владимир Вышегородцев, Антонина Алёшина, Иосиф Куроян |
| Художники:                 | Пётр Коробаев, Инна Заруба, Елена Гололобова                             |
| Монтажёр                   | Галина Смирнова                                                          |
| Ассистент режиссёра        | Т. Холостова                                                             |
| Редактор                   | Пётр Фролов                                                              |
| Директор съёмочной группы  | Нинель Липницкая                                                         |

## Роли озвучивали
- Клара Румянова — Слонёнок,
- Зинаида Нарышкина — Сорока,
- Людмила Гнилова — Телёнок,
- Рогволд Суховерко — Жираф,
- Тамара Дмитриева — Заяц,
- Николай Граббе — Бегемот

## Видео-издания
В 2005 году мультфильм вошёл в мультипликационный сборник «Про мамонтёнка» на DVD, дистрибьютор — Крупный план.